# Přístavek
Přístavek (apozice) je větný člen, druh shodného přívlastku. Je tvořen podstatným jménem, popřípadě zájmenem nebo slovním spojením ve funkci podstatného jména. V širším pojetí může přístavek obdobným způsobem doplňovat (duplikovat) i nejmenný větný člen.
Tak jako ostatní druhy přívlastků, i tento může podávat doplňující, upřesňující nebo vysvětlující informaci k rozvíjenému podstatnému jménu. Podle Jazykové příručky ÚJČ se přístavek liší od přívlastku tím, že řídící podstatné jméno nespecifikuje, ale jiným způsobem pojmenovává totéž, mnozí jazykovědci však rozlišují restriktivní (význam zužující) a nerestriktivní přístavky.
Stejně jako všechny shodné přívlastky, i shodný přístavek se s rozvíjeným podstatným jménem shoduje v pádě, čísle i rodu. Jan Gebauer a Václav Ertl považovali nominativ jmenovací za neshodný přístavek, nyní je zvykem ho (případně i jiné, podobné formy citativu) klasifikovat jen jako neshodný přívlastek.

## Druhy podle významu
Typologie přístavků není ustálená. Jazyková příručka Internetové jazykové poradny ÚJČ (2008) podle významového vztahu k rozvíjenému výrazu rozlišuje tyto druhy přístavků:
- zařazující a hodnotící
  - shrnující (může být uvozen slovy zkrátka, prostě, jednoduše apod.) – podtyp zařazujícího a hodnotícícho
- konkretizující
  - výčtový (může být uvozen výrazy například, zejména, mimo jiné, tedy, tj. apod.) – podtyp konkretizujícího
- vysvětlující (může být uvozen výrazy tj., tzv., totiž, tedy, a to apod.)

## Druhy podle gramatické formy
V některých případech, zejména u rozvitých přístavků, se gramatickou formou rozlišuje významová role podobně jako je tomu u ostatních rozvitých přívlastků.

### Volný přístavek
Přístavek volný (volně připojený) vysvětluje nebo vykládá představu označenou v rozvíjeném členu. Významově a syntaxí se podobá vedlejší větě vztažné nebo vložené větě vysvětlovací. Přístavek volný je vysvětlovací obměnou výrazu základního. Ve spojení s přístavkem volným se základním výrazem vyjadřuje pojem užší, přístavkem pojem širší, tj. přístavek pouze vytýká některý ze znaků toho pojmu jako vysvětlení (explikaci), jako pomůcku k zařazení, ale není ho zapotřebí k vymezení nebo k rozlišení.
Volný přístavek stojí za rozvíjeným výrazem a od ostatních větných členů se odděluje čárkou. Může být jednoslovný i víceslovný.
Příklady (přístavek je označen kurzívou):
- Jan Hus, kazatel, byl upálen v Kostnici.
- Prahou, hlavním městem České republiky, protéká řeka Vltava.
- Hlavním městem České republiky, Prahou, protéká řeka Vltava.

Volný přístavek může být uvozen vazbami jako totiž, a to. Na spojení slovy to jest lze rovněž pohlížet jako na přístavkové. Volným přístavkem je i akademický titul uváděný za jménem.

### Těsné přístavky
Přístavek těsný (těsně připojený) obvykle zužuje význam rozvíjeného slova, syntaxí i významem se podobá nominativu jmenovacímu, od nějž se liší zejména tím, že si při skloňování zachovává ohebnost ve shodě s rozvíjeným jménem (s paní kněžnou, o městě Praze). Takový přístavek těsný je nedělitelnou částí celého rozvitého výrazu. Ve spojení s přístavkem těsným se základním výrazem vyjadřuje pojem širší a přístavkem pojem užší, tj. přístavek zužuje význam základního jména a je nutný k jeho vymezení nebo rozlišení, tj. distinkci nebo determinaci.
Mnohdy, například u krátkých, nerozvinutých či málo rozvinutých přístavků a v případech, kdy mezi vysvětlujícím a určujícím významem přístavku není zřejmý rozdíl, se však tento rozdíl stírá a používá se těsná forma i pro vysvětlující význam, volná forma je pak příznakem důrazu či citovosti. Za těsný přístavek se považuje i ten, který je s rozvíjeným jménem spojený spojkami aneb, čili, neboli (např. chlorid sodný neboli kuchyňská sůl), přestože jde o vysvětlující význam.
Těsný přístavek stojí rovněž zpravidla za rozvíjeným výrazem a od ostatních větných členů se čárkou neodděluje (přístavek je označen kurzívou):
- Kazatel Jan Hus byl upálen v Kostnici. (Slovy Jan Hus se upřesňuje slovo kazatel – zároveň tím zužuje jeho význam – věta znamená: „Kazatel, který se jmenuje Jan Hus, byl upálen v Kostnici.“)
- Hlavním městem České republiky Prahou protéká řeka Vltava. (Základem sdělení je, že hlavním městem České republiky protéká řeka Vltava, a jméno města je doplňující informací – správněji by měl být použit přístavek volný, protože tato informace nezužuje rozsah prvního určení.)

V některých případech však může být za přístavek z obsahového hlediska považován první z dvojice po sobě následujících členů. Významově však v takovém případě jde o přístavek vysvětlující, nikoliv restriktivní (význam zužující):
- Kazatel Jan Hus byl upálen v Kostnici. (Slovo kazatel upřesňuje profesi Jana Husa – v tomto významu znamená věta totéž co „Jan Hus, kazatel, byl upálen v Kostnici“.)
- Hlavním městem České republiky Prahou protéká řeka Vltava. (Základem sdělení je, že Prahou protéká řeka Vltava, a mimo to věta sděluje postavení Prahy v republice – tj. věta by znamenala „Prahou, hlavním městem České republiky, protéká řeka Vltava“.)

Těsným přístavkem je v podstatě i příjmení, je-li uváděno obvyklým způsobem současně s křestním (rodným) jménem (také může být za přístavek považováno křestní jméno vůči příjmení). Podobným způsobem se připojují i různé přezdívky a tituly, například Mistr Jan Hus, František kardinál Tomášek apod. Akademické tituly uváděné před jménem jsou těsnými přístavky; akademické tituly za jménem jsou volnými přístavky a pokračuje-li za nimi věta dále, jsou oddělovány z obou stran čárkou: (Prof. RNDr. Josef Vopička, CSc.,  Dr. rer. nat., vedoucí katedry XY..., dobrušský rodák, obdržel Čestnou plaketu města Ulánbátar.). Liší se výklady, zda a kdy tituly hodnotit jako přístavky zařazující, hodnotící, vysvětlující či konkretizující.
V některých případech si užití těsného přístavku určujícího konkuruje s užitím nominativu jmenovacího, přičemž záleží na jazykových zvyklostech a vývoji jazyka, která z možností je u kterých spojení preferována:
- do města Brna (Brno je těsný přístavek rozvíjející slovo město) × do města Brno (Brno je nominativ jmenovací)
- v časopise Mladém světě × v časopise Mladý svět

Je-li přívlastkem osobní jméno, ve spisovném jazyce se používá jako přístavek shodný. V nespisovném jazyce však sílí tendence nahrazovat zejména v případě příjmení tvar vokativu tvarem nominativu (pane Novák místo pane Nováku).

## Širší pojetí přístavku
V širším pojetí je přístavek chápán jako větný člen, který označuje tutéž skutečnost jako rozvíjený větný člen. Přístavkem pak může být libovolný větný člen:
- Podmět: Karel IV., významný český panovník, byl císařem Svaté říše římské.
- Přísudek: Chlapec plakal, usedavě plakal.
- Předmět: Tatínek čte knihu, válečný román.
- Přívlastek: Unavený, zmožený chlapec se vrátil domů.
- Příslovečné určení: Vrátil se domů, do Čech.
- Doplněk: Chlapec se cítil unaven, zmožen.

Přístavek je třeba rozlišovat od několikanásobného větného členu, který označuje různé jevy skutečnosti:
- Děda Lebeda, vysloužilý námořník (přístavek), potkal v lese kamaráda. x Děda Lebeda a vysloužilý námořník (několikanásobný větný člen) se potkali v lese.

Bez znalosti kontextu a bez užití spojky tento rozdíl nemusí být vždy zřejmý:
- Děda Lebeda, vysloužilý námořník, Jája a Pája šli do lesa. (?)